# Asphyx

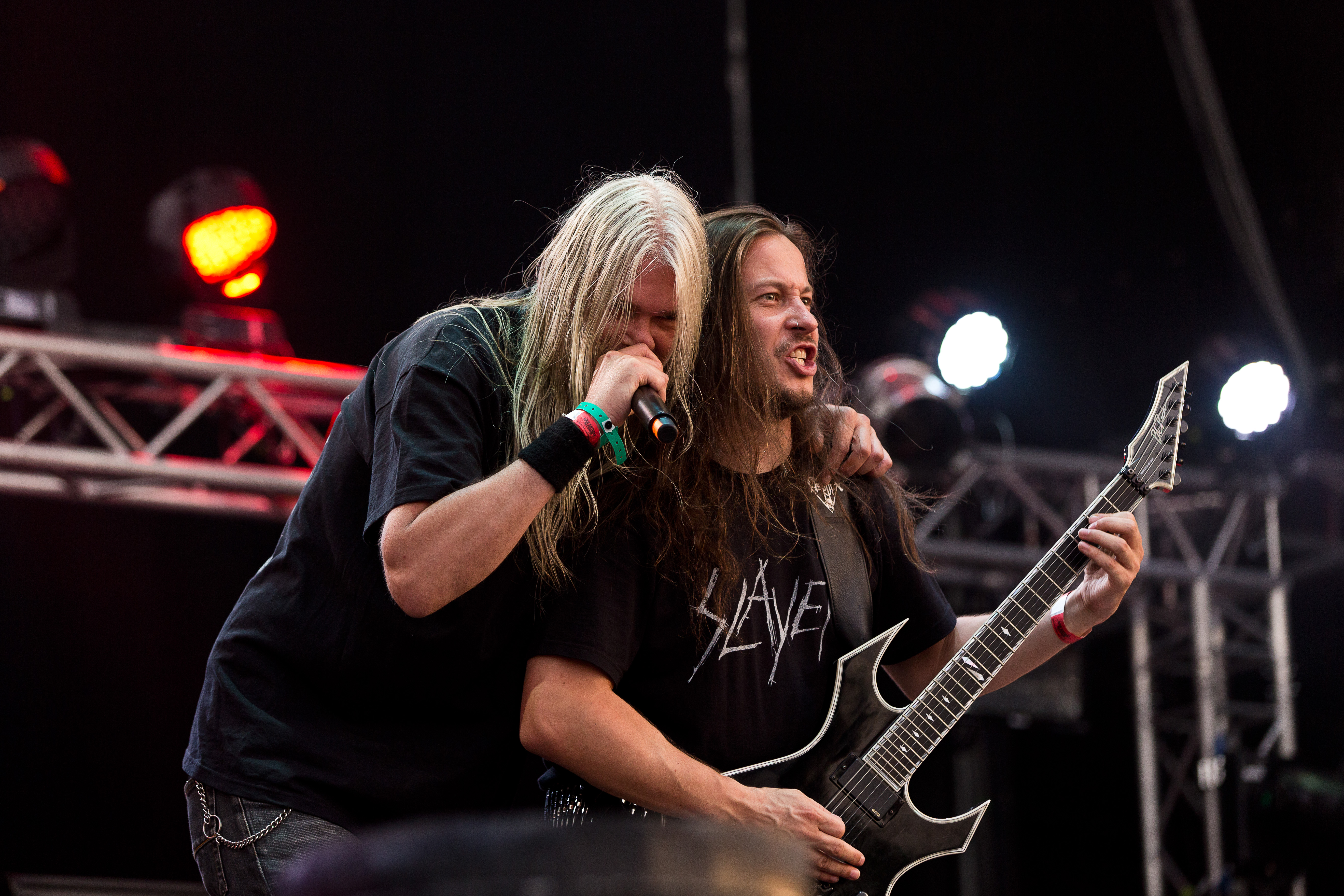
Auftritt von Asphyx auf dem Party.San Open Air 2015

Asphyx (von altgr. asphyxía ‚Pulslosigkeit‘ beziehungsweise engl. Asphyxiation ‚Erstickung‘) ist eine Death-Metal-Band aus Oldenzaal (Niederlande).

## Geschichte

### Frühphase
Die Band wurde 1987 von Schlagzeuger Bob Bagchus und Gitarrist Tony Brookhuis gegründet. Das erste Lebenszeichen war ein instrumentales Proberaum-Tape namens Carnage Remains – mit einem gewissen Joost als Session-Bassist. Erster fester Sänger und Bassist der Band war Christian Colli, mit dem die Band im Jahr 1988 ihr erstes richtiges Demo, Enter the Domain, aufnahm. Colli verließ die Band kurz danach aber wieder und so nahm die Formation das Demo mit Theo Loomans als neues Mitglied nochmal auf. Im folgenden Jahr trat dann Eric Daniels als zweiter Gitarrist der Band bei und mit ihm wurde im Sommer 1989 das zweite Demo Crush the Cenotaph aufgenommen, das den Bekanntheitsgrad der Band in der Szene vergrößerte. Eine 7"-EP namens Mutilating Process folgte im Dezember desselben Jahres. Dies war dann auch die letzte Veröffentlichung mit Tony Brookhuis, der melodischere und rockigere Elemente in die Musik einbringen wollte, damit aber bei den restlichen Mitgliedern auf Widerstand stieß. Die Band beschloss, den Posten nicht mehr neu zu besetzen und machte als Trio weiter. Im Jahr 1990 sollte dann eigentlich das erste Album der Band Embrace the Death erscheinen. Das betreuende Label CMFT Productions ging allerdings in Insolvenz und konnte somit den Studioaufenthalt nicht mehr bezahlen, den die Band benötigte, um das komplett aufgenommene Album fertig zu mischen. Somit verblieb das Album für die kommenden Jahre auf einer Maxell-XL-II-90-Kassette und wurde nicht weiter bearbeitet. Daraufhin verließ Theo Loomans aus nicht näher genannten Gründen die Band und gründete ein neues Projekt namens Swazafix, welches aber über zwei Demo-Veröffentlichungen nie hinaus kam.

### Die Zeit mit Martin van Drunen
Nach den Demoaufnahmen und der EP erhielt Asphyx schließlich einen Plattenvertrag bei Century Media. Als neues Mitglied stieß Martin van Drunen dazu, der sich bereits in der Band Pestilence einen Namen gemacht hatte. Das Debütalbum The Rack erschien in dieser Konstellation im April 1991 und sollte sich bald als Klassiker des holländischen Death Metals etablieren. Mit Vermin, dem Instrumental Ode to the Nameless Grave, dem Intro The Quest for Absurdity und dem Titelsong fanden sich hier vier Stücke, die mit van Drunen neu geschrieben wurden. Die restlichen fünf Lieder stammten noch aus der Zeit mit Theo Loomans, waren aber nicht veröffentlicht worden und wurden z. T. von Titel und Text her modifiziert. Da auch eine Nachfrage nach den alten Demo-Songs bestand und diese nicht mehr überall erhältlich waren, beschloss die Band Anfang 1992, zwei alte Stücke, Crush the Cenotaph und Rite of Shades, neu aufzulegen und mit zwei Live-Tracks und einem neuen Lied, The Krusher, zu veröffentlichen. Aufgrund des Konzeptes wurde die EP nach der zweiten Demo, Crush the Cenotaph, benannt und im Juni 1992 veröffentlicht. Allerdings wurde diese EP nicht wie zuvor in Holland aufgenommen, sondern im Woodhouse Studio in Dortmund. Später gab die Band im Interview an, nicht komplett mit der Aufnahmequalität der Lieder auf der EP zufrieden gewesen zu sein. Und so wurde The Krusher mit dem alten 7"-Song Streams of Ancient Wisdom für die kommende Studioplatte so wie der Vorgänger The Rack wieder in Holland im Harrow Studio aufgenommen. Bei den Aufnahmen zu Last One on Earth war noch Martin van Drunen der Sänger, obwohl die Band ihn ohne sein Wissen noch vor der Veröffentlichung aus der Band warf. Er nahm den Gesang ohne den Rest der Band auf und erhielt nach Abschluss seiner Tätigkeit die Nachricht von seinem Rauswurf.

### Umbrüche
Ron Van Pol, der auf Last One on Earth den Bass eingespielt hatte, übernahm auf dem dritten, selbstbetitelten Album aus dem Jahr 1994 zusätzlich den Gesang und für Bob Bagchus sprang am Schlagzeug kurzzeitig Roel Sanders ein. Diese Formation hielt aber nicht lange und so erschien kurze Zeit später Bob Bagchus Inkarnation von Asphyx mit dem zurückgekehrten Theo Loomans an Bass, Gitarre und Gesang – für Livekonzerte wurde Ronny van der Wey verpflichtet. Ergebnis war das Album God Cries aus dem Jahre 1996, das sich aufgrund des Fehlens von Eric Daniels Gitarrenspiel von den vorherigen Veröffentlichungen unterschied. Die Atmosphäre war düsterer, die Texte aus Theo Loomans Feder von persönlicher Natur und behandelten Themen wie Depressionen, Ängste und der Frage nach einem Gott. Allerdings war auch diese Besetzung wieder schnell Geschichte und aufgrund von internen Bandproblemen gründeten einige Mitglieder von Asphyx zusammen mit Wannes Gubbels von Pentacle 1996 die Band Soulburn. Ihr Stil war weniger brutal, simpler, weniger technisch und dadurch für die Musiker weniger herausfordernd als Asphyx. Unter diesem Namen wurde ein Demo und ein Album veröffentlicht. Schon kurze Zeit später verwendeten die Mitglieder von Soulburn wieder den alten Namen Asphyx, was sich für sie richtiger anfühlte. Die Band blieb dem Label bis zur Auflösung treu.
Martin van Drunen war außerdem bei Bolt Thrower aktiv, sowie als Sessionsänger der Schweden Comecon. Von 2003 bis 2010 war Martin als Sänger bei den Deutschen Death by Dawn tätig und wirkte von 2006 bis 2015 in der holländischen Supergroup Hail of Bullets mit, die in eine ähnliche Richtung wie Asphyx gingen, aber ihren Fokus auf Konzeptalben gelegt hatten.

### Neugründung
Am 10. Januar 2007 wurde die Wiedervereinigung der Band offiziell auf der Homepage des Party.San-Festivals mit folgender Besetzung bekanntgegeben: Martin van Drunen am Gesang, Wannes Gubbels (auch Pentacle und Bunkur) am Bass und Gesang, Paul Baayens an der Gitarre (ebenfalls Hail of Bullets) und Bob Bagchus am Schlagzeug. In dieser Besetzung trat die Band beim Party.San 2007 auf.
Nachdem die Band im Jahre 2008 mehrere Auftritte hatte (darunter auch auf dem Rock Hard Festival), veröffentlichte sie 2009 ihr siebtes Studioalbum Death the Brutal Way, welches auch das erste Studioalbum mit Martin van Drunen seit 17 Jahren ist.
Anfang 2010 musste Wannes Gubbles die Band wegen Streitigkeiten über die künftige musikalische Ausrichtung verlassen: Gubbles wollte mehr moderne Elemente in den Stil der Band einbringen, der Rest der Gruppe hingegen wollte den klassischen Asphyx-Stil beibehalten. Sein Nachfolger wurde Alwin Zuur. Mit ihm erschien im Februar 2012 das achte Studioalbum Deathhammer, das im Magazin Rock Hard zum Album des Monats gewählt wurde.
Bob Bagchus verließ Asphyx im Jahr 2014 erneut, um sich auf seine Familie und die reaktivierte Band Soulburn zu konzentrieren (diese hat Bagchus im Juni 2018 aber ebenfalls verlassen und wurde dort durch Marc Verhaar ersetzt). Dort veröffentlichte er im Dezember 2014 mit dem ehemaligen Asphyx-Mitglied Eric Daniels, Twan van Geel (u. a. Legion of the Damned) und Remco Kreft (u. a. Grand Supreme Blood Court) ein neues Album mit dem Titel The Suffocating Darkness. Das dritte Studioalbum, Earthless Pagan Spirit, erschien 2016. Im Gegensatz zum Debütalbum Feeding On Angels flossen bei den neuen Alben dieser Gruppe aber auch Einflüsse aus dem Black Metal hinein.
Für Bagchus kam Husky von der Band Desaster als neuer Drummer zur Band. Mit ihm folgte 2016 der Nachfolger Incoming Death.

Asphyx beim RockHarz 2017
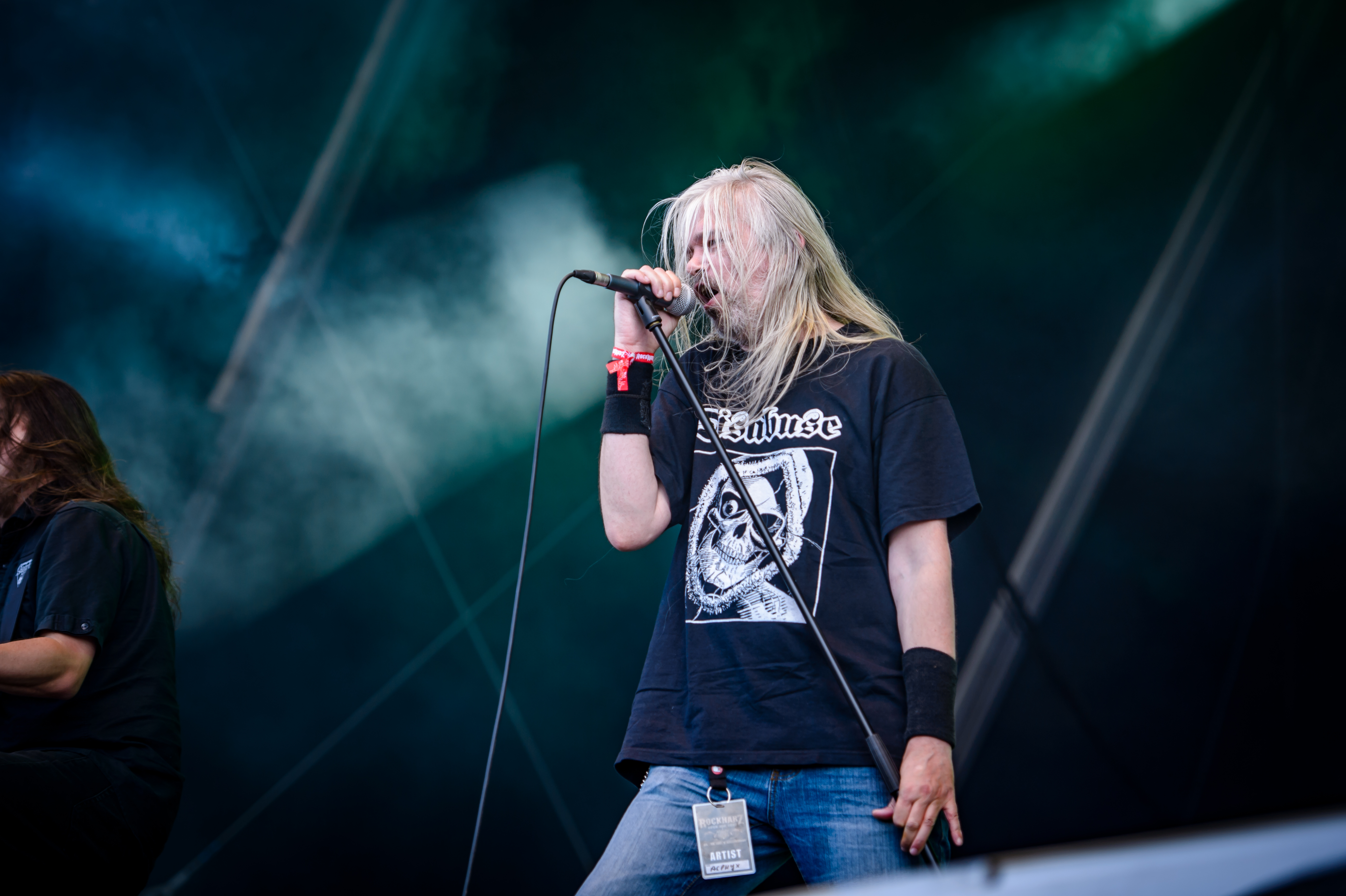
Martin van Drunen
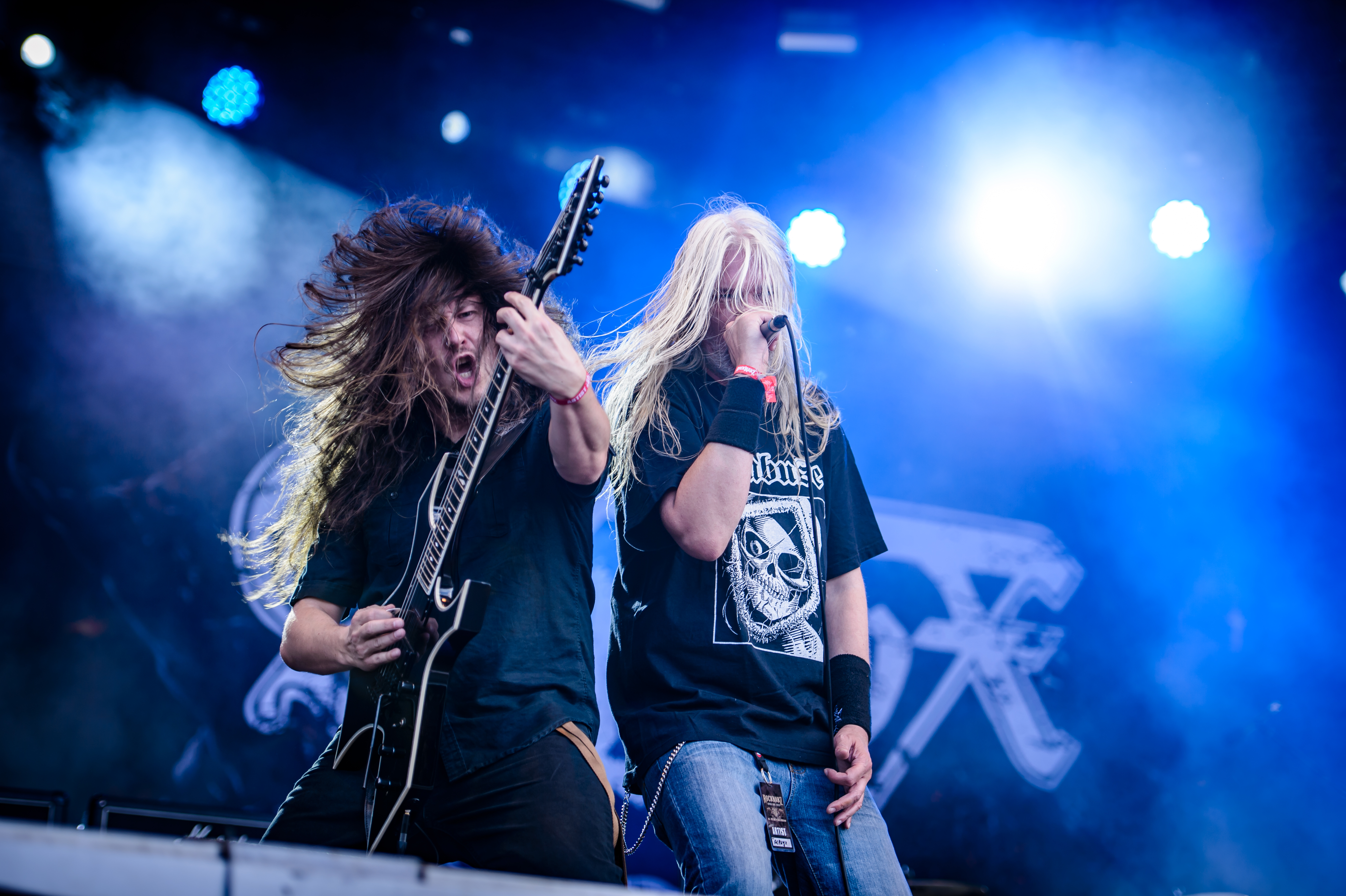
Martin van Drunen und Paul Baayens
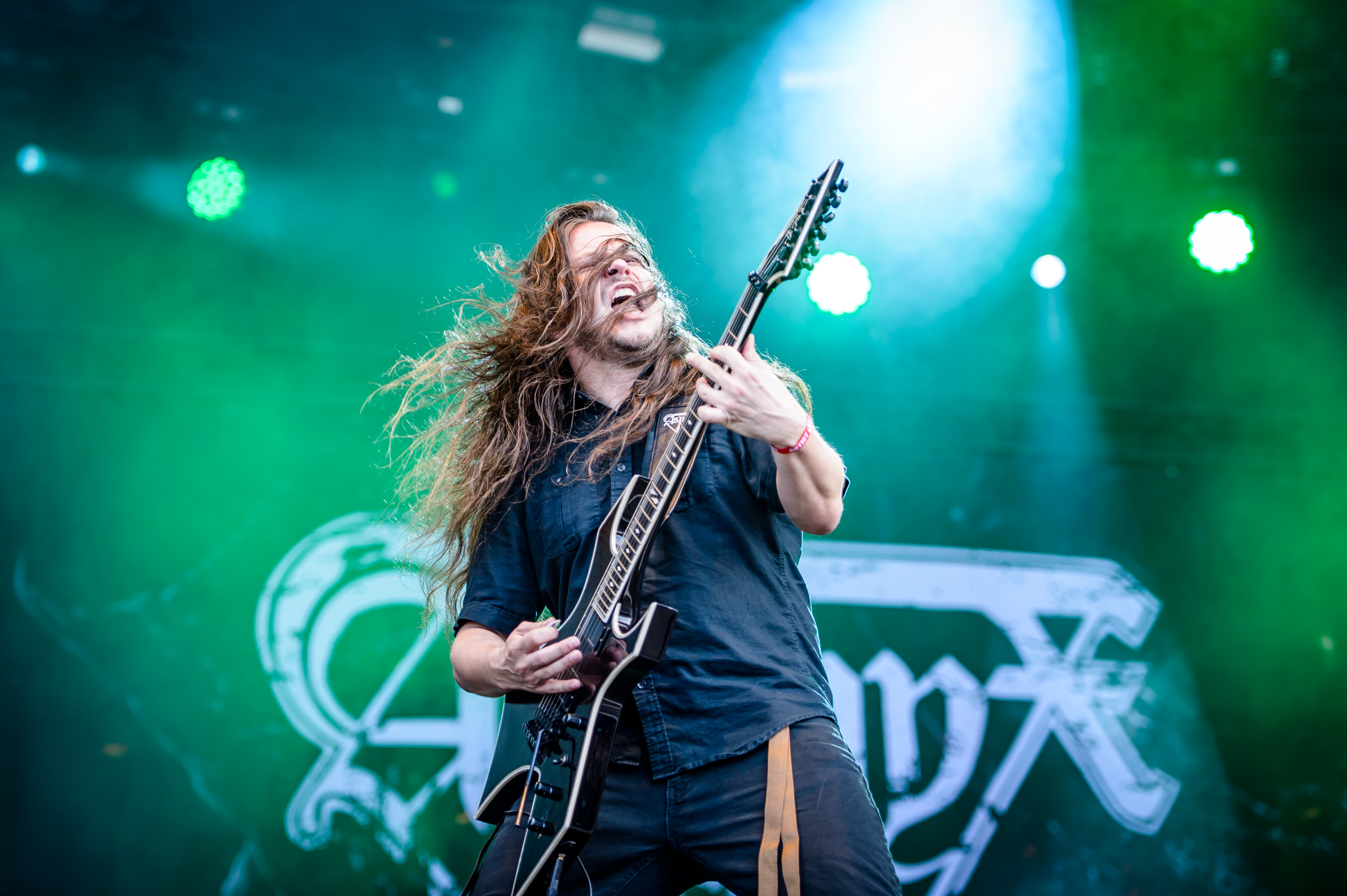
Paul Baayens
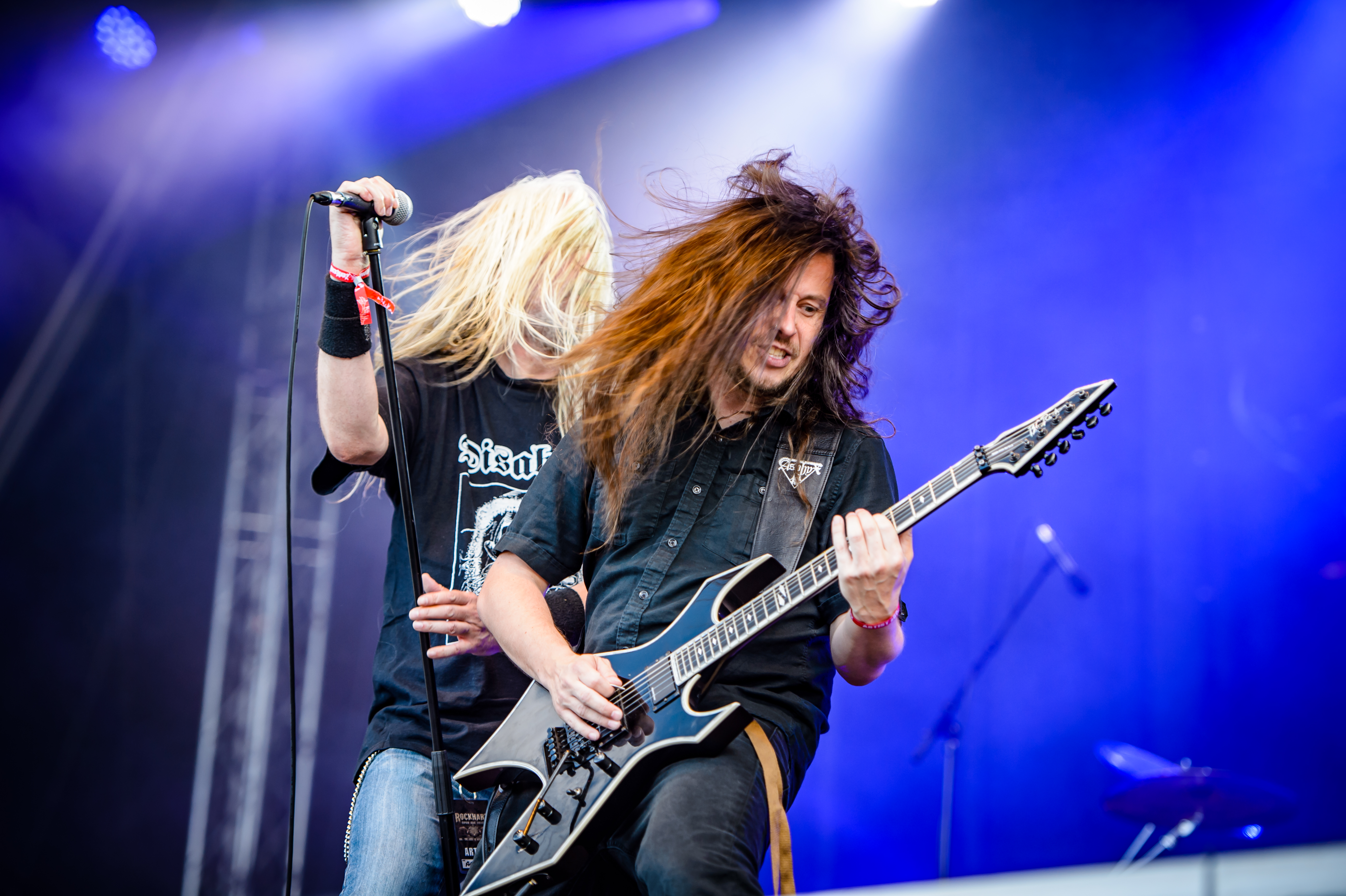
Martin van Drunen und Paul Baayens

## Diskografie

### Alben
- 1991: The Rack
- 1992: Last One on Earth
- 1994: Asphyx
- 1996: Embrace the Death
- 1996: God Cries
- 2000: On the Wings of Inferno
- 2009: Death … the Brutal Way
- 2010: Live Death Doom (Live-Doppel-CD)
- 2012: Deathhammer
- 2016: Incoming Death
- 2021: Necroceros

### EPs
- 1990: Mutilating Process
- 1992: Crush the Cenotaph
- 2008: Death the Brutal Way

### Sonstige
- 1987: Carnage Remains (Rehearsal)
- 1988: Enter the Domain (Demo)
- 1989: Crush the Cenotaph (Demo)
- 1991: Promo (Demo)